# Cedro do Abaeté
Cedro do Abaeté é um município brasileiro do estado de Minas Gerais. Sua população recenseada em 2022 era de 1 081 habitantes.
Localizada na zona do Alto São Francisco na região do Maciço da Serra da Mata da Corda, planalto do Sudeste que é uma das subdivisões do Planalto Brasileiro. Está às margens do Rio Indaiá, próximo à Serra do Capacete, na Mesorregião Central Mineira, Microrregião de Três Marias.
A altitude é de 920 m acima do nível do mar, possui um relevo bastante montanhoso. As colinas apresentam formas arredondadas e em algumas regiões próximas a rios e córregos apresentam escarpas íngremes, abruptas e fortes.
Algumas serras que se destacam no município são: Serras do Tigre, Capacete, Pedra-Menina e Gamelão.
O município tem como municípios limítrofes: Paineiras (ao sul), Quartel Geral (ao norte), Abaeté (a leste) e Tiros (a oeste).

## Clima
O clima é do tipo Tropical Quente e tem-se 2 (duas) estações, uma seca e outra chuvosa. A seca corresponde ao inverno e a primavera enquanto que a chuvosa ao verão e outono. Cada uma dessas estações tem aproximadamente 6 (seis) meses de duração. A temperatura média anual é de 22 (vinte e dois) graus centígrados.
A vegetação típica é o Cerrado, que é formado por árvores baixas com mais ou menos 5 (cinco) metros de altura, troncos retorcidos, cascas grossas e raízes profundas. São separadas umas das outras e suportam ficar até 6 (seis) meses sem chuva. Nas partes mais úmidas e próximas dos rios e córregos aparece uma vegetação mais densa.
Diferentemente de hoje, havia na região do município na época do início do povoamento, uma mata densa, formada por madeiras do tipo: Perobas, Jequitibás, Bálsamos, Aroeiras e dentre muitas outras, havia também o Pau-Cedro que deu origem ao nome do município.
Havia nestas matas diversos tipos de animais como: Onças, Antas, Catitus, Macacos, tamanduás, Veados e outros de menor porte que quase foram extintos durante a colonização, mas que agora já podem novamente ser vistos nas matas que estão sendo preservadas.

## Hidrografia
Hidrograficamente o município parte da Bacia do Rio São Francisco, sendo banhado pelo Rio Indaiá, que é afluente do Velho Chico. O Indaiá é um rio de Planalto, pois, encontra-se encaixado entre montanhas, colinas e morros. O Rio Indaiá tem como principais afluentes o Córrego São João, o Córrego Grande e o Vinhático. O município conta também com o Ribeirão Marmelada que faz a divisa com o município de Abaeté, possuindo também outros com igual importância que são os Córregos do Cedro, Capacete, Careta, Caretinha, Quati e seus afluentes e subafluentes.

## História
Havia no local da sede do município um grande número de árvores da madeira Cedro e dentre estas uma de extraordinária beleza, que servia de referência para todos que por aqui passavam, carreiros, tropeiros, garimpeiros entre outros.
Com esse movimento, por volta de 1915 fixaram aqui os primeiros moradores que se tem notícia, foram as famílias dos senhores Joaquim dos Santos, Zezinho do Prado e Martim Ramos Loudovinos e José Gonçalves Chaves.
Mais tarde já findando a década de 1920, mais exatamente no ano de 1929, atraídos pela fertilidade do solo, clima saudável, água abundante, terra barata, e em busca de atividades como o garimpo, pecuária e lavoura de cereais, outros colonizadores vieram com suas famílias. Pedro Marques Filho, Miguel Rodrigues Braga, José Gonçalves Filho, Francisco de Paula Guimarães, Miguel Guimarães, Antônio Ribeiro de Andrade, Tuffi Alexandre sendo criado realmente o primeiro núcleo da região serrana do município de Abaeté.
O distrito foi criado pela Lei Nº 1.039 de 12 de dezembro de 1953 e emancipado pela Lei Estadual Nº 2.764 de 30 de dezembro de 1962, desmembrando assim do município de Abaeté. A instalação ocorreu em 2 de março de 1963.
Estas informações foram mescladas ainda com informações obtidas no documento Nossa Terra Nosso Povo Nossa História, de autoria do senhor  Carlos Ribeiro de Andrade (Carlito do Jurandir).
Em razão das poucas fontes pesquisadas, este documento não traduz na íntegra a história de Cedro do Abaeté. A atualização desse documento será permanente ficando aqui inclusive o apelo àqueles que possuem outras informações que as tragam para enriquecer cada vez mais esse relato.